# Lukáš Radil
Lukáš Radil (* 5. srpna 1990, Čáslav) je český hokejový útočník, který převážně drtivou část kariéry spojil s HC Dynamo Pardubice, přičemž je odchovanec tohoto týmu. Největší úspěchy s Pardubickým hokejem zažil hned na startu své kariéry, kdy jakožto začínající hokejista v play-off 2010 a 2012 slavil zisk mistrovského titulu.
V sezóně 2015/2016 poprvé okusil zahraniční angažmá. Konkrétně odešel to týmu HK Spartak Moskva v němž strávil celkem tři sezóny. Po angažmá v Rusku se pokusil prosadit v zámořské NHL. Na dvě sezóny se upsal dvoucestnou smlovou týmu San José Sharks, ve kterém střídavě nastupoval k zápasům NHL a AHL. Po konci tohoto angažmá další smlouvu v NHL již nepodepsal a následoval cestu zpět do Ruska, kde na jednu sezónu opět oblékl dres Moskevského Spartaku a o sezónu později na jeden rok i Lotyšského klubu Dynamo Riga. Toto angažmá však bylo poznamenáno ruskou invazí na Ukrajinu a tak následoval přesun zpět do České republiky.
Lukáš Radil tak od sezóny 22/23 opět oblékal dres svého mateřského klubu HC Dynamo Pardubice se kterým uzavřel víceletou smlouvu. Během tohoto angažmá tvořil velmi obávaný útok ve složení R. Kousal - T. Zohorna - L. Radil.

## Ocenění a úspěchy
- 2010 1.ČHL – Nejproduktivnější junior
- 2023 ČHL - Nejlepší hráč v pobytu na ledě (+/-)

## Prvenství
- Debut v NHL - 23. listopadu 2018 (San Jose Sharks proti Vancouver Canucks)
- První gól v NHL - 8. prosince 2018 (Arizona Coyotes proti San Jose Sharks, kanadskému brankáři Adin Hill)
- První asistence v NHL - 10. prosince 2018 (San Jose Sharks proti New Jersey Devils)

## Klubová statistika
| Sezóna         | Klub                              | Soutěž         |     | Základní část | Základní část | Základní část | Základní část | Základní část |    | Play off | Play off | Play off | Play off | Play off |
| Sezóna         | Klub                              | Soutěž         | Z   | G             | A             | B             | TM            | Z             | G  | A        | B        | TM       |          |          |
| 2007/2008      | HC Moeller Pardubice              | ČHL            | 0   | 0             | 0             | 0             | 0             | 6             | 0  | 1        | 1        | 0        |          |          |
| 2008/2009      | HC Moeller Pardubice              | ČHL            | 17  | 0             | 2             | 2             | 0             | —             | —  | —        | —        | —        |          |          |
| 2008/2009      | HC Chrudim                        | 1.ČHL          | 1   | 0             | 0             | 0             | 2             | —             | —  | —        | —        | —        |          |          |
| 2009/2010      | HC Eaton Pardubice                | ČHL            | 12  | 1             | 4             | 5             | 0             | —             | —  | —        | —        | —        |          |          |
| 2009/2010      | HC Chrudim                        | 1.ČHL          | 31  | 9             | 12            | 21            | 20            | 4             | 0  | 0        | 0        | 0        |          |          |
| 2010/2011      | HC Eaton Pardubice                | ČHL            | 29  | 1             | 4             | 5             | 6             | 4             | 0  | 0        | 0        | 0        |          |          |
| 2010/2011      | HC Chrudim                        | 1.ČHL          | 10  | 2             | 7             | 9             | 8             | —             | —  | —        | —        | —        |          |          |
| 2010/2011      | HC Vrchlabí                       | 1.ČHL          | 2   | 2             | 0             | 2             | 0             | 12            | 7  | 1        | 8        | 6        |          |          |
| 2011/2012      | HC ČSOB Pojišťovna Pardubice      | ČHL            | 45  | 7             | 8             | 15            | 12            | 12            | 7  | 1        | 8        | 6        |          |          |
| 2011/2012      | Královští lvi Hradec Králové a.s. | 1.ČHL          | 2   | 0             | 0             | 0             | 0             | —             | —  | —        | —        | —        |          |          |
| 2012/2013      | HC ČSOB Pojišťovna Pardubice      | ČHL            | 27  | 1             | 4             | 5             | 6             | 4             | 0  | 0        | 0        | 0        |          |          |
| 2012/2013      | Královští lvi Hradec Králové a.s. | 1.ČHL          | 4   | 2             | 3             | 5             | 10            | —             | —  | —        | —        | —        |          |          |
| 2013/2014      | HC ČSOB Pojišťovna Pardubice      | ČHL            | 48  | 16            | 16            | 32            | 20            | 10            | 2  | 2        | 4        | 6        |          |          |
| 2014/2015      | HC ČSOB Pojišťovna Pardubice      | ČHL            | 52  | 10            | 29            | 39            | 22            | 9             | 3  | 3        | 6        | 2        |          |          |
| 2015/2016      | HK Spartak Moskva                 | KHL            | 57  | 13            | 19            | 32            | 30            | —             | —  | —        | —        | —        |          |          |
| 2016/2017      | HK Spartak Moskva                 | KHL            | 56  | 12            | 21            | 33            | 50            | —             | —  | —        | —        | —        |          |          |
| 2017/2018      | HK Spartak Moskva                 | KHL            | 51  | 16            | 22            | 38            | 12            | 4             | 0  | 0        | 0        | 2        |          |          |
| 2018/2019      | San Jose Barracuda                | AHL            | 15  | 4             | 7             | 11            | 6             | 6             | 0  | 0        | 0        | 0        |          |          |
| 2018/2019      | San Jose Sharks                   | NHL            | 36  | 7             | 4             | 11            | 14            | 1             | 0  | 1        | 1        | 0        |          |          |
| 2019/2020      | San Jose Sharks                   | NHL            | 14  | 0             | 0             | 0             | 8             | —             | —  | —        | —        | —        |          |          |
| 2019/2020      | San Jose Barracuda                | AHL            | 28  | 6             | 10            | 16            | 8             | —             | —  | —        | —        | —        |          |          |
| 2020/2021      | HK Spartak Moskva                 | KHL            | 55  | 19            | 13            | 32            | 22            | 3             | 0  | 0        | 0        | 25       |          |          |
| 2021/2022      | Dinamo Riga                       | KHL            | 43  | 8             | 15            | 23            | 26            | —             | —  | —        | —        | —        |          |          |
| 2022/2023      | HC Dynamo Pardubice               | ČHL            | 49  | 14            | 26            | 40            | 30            | 11            | 2  | 2        | 4        | 2        |          |          |
| 2023/2024      | HC Dynamo Pardubice               | ČHL            | 52  | 21            | 25            | 46            | 18            | 16            | 5  | 6        | 11       | 18       |          |          |
| 2024/2025      | HC Dynamo Pardubice               | ČHL            | 37  | 6             | 13            | 19            | 14            | 10            | 2  | 2        | 4        | 0        |          |          |
| Celkem v KHL   | Celkem v KHL                      | Celkem v KHL   | 262 | 68            | 90            | 158           | 140           | 7             | 0  | 0        | 0        | 27       |          |          |
| Celkem v ČHL   | Celkem v ČHL                      | Celkem v ČHL   | 368 | 77            | 131           | 208           | 128           | 82            | 21 | 17       | 38       | 34       |          |          |
| Celkem v 1.ČHL | Celkem v 1.ČHL                    | Celkem v 1.ČHL | 50  | 15            | 22            | 37            | 40            | 8             | 2  | 4        | 6        | 2        |          |          |

## Reprezentace
| Rok                       | Tým                       | Soutěž                    | Z  | G | A | B | TM |
| ------------------------- | ------------------------- | ------------------------- | -- | - | - | - | -- |
| 2017                      | Česko                     | MS                        | 7  | 1 | 1 | 2 | 2  |
| 2018                      | Česko                     | OH                        | 6  | 0 | 0 | 0 | 4  |
| 2021                      | Česko                     | MS                        | 3  | 1 | 0 | 1 | 0  |
| Seniorská kariéra celkově | Seniorská kariéra celkově | Seniorská kariéra celkově | 16 | 2 | 1 | 3 | 6  |